# Марсель ван Кромбрюґґе
Марсель ван Кромбрюґґе (13 вересня 1880 — 23 вересня 1940) — бельгійський академічний веслувальник.
Срібний призер Олімпійських Ігор 1900 року в складі вісімки.
Чемпіон Європи 1900 (розпашні четвірки зі стерновим), 1900 (вісімки), 1901 (вісімки), 1902 (розпашні двійки зі стерновим), 1902, 1906 років у складі вісімки, срібний призер 1900 року в складі розпашної двійки зі стерновим, бронзовий призер 1902 року в складі розпашної четвірки зі стерновим.